# Python-3
Die  Python-3 ist eine infrarotgelenkte Luft-Luft-Lenkwaffe der israelischen Firma Rafael Armament Development Authority.

## Entwicklung
Die von Rafael entwickelte Python-3 ist eine Luft-Luft-Rakete der dritten Generation. Die Entwicklung basiert auf der 1959 bei Rafael entwickelten Shafrir 1. Beim Einsatz durch Mirage III wurden Mängel festgestellt, welche durch die Variante Shafrir-2 noch 1971 behoben wurden. Die Weiterentwicklung der Shafrir-2 endete in der Python-3. Der Name wurde von Shafrir in Python geändert, ohne dass Python-1 oder -2 produziert wurden.
Die Ende der 1970er-Jahre entwickelte Python-3 wurde erstmals von der IAF im Libanonkrieg 1982 eingesetzt. Im Nachhinein stellte sich heraus, dass die eingesetzten Raketen Vorserienmodelle waren, die eiligst hergestellt wurden, um sie im Krieg einsetzen und erproben zu können. Während der Kämpfe konnten die IAF-Piloten feststellen, dass die Python-3 ausgezeichnete Leistungen erbrachte. Der Abschuss von mehr als 50 gegnerischen Flugzeugen während des Konflikts ging auf ihr Konto.
Diese Überlegenheit kam dadurch zustande, dass die Python aerodynamisch so ausgelegt war, dass sie ohne Probleme hohe g-Manöver fliegen und auch tieffliegende Ziele wie Hubschrauber und Leichtflugzeuge angreifen kann. Die Flugkörperzelle hat einen Grenzlastfaktor von 56 g. Ein weiterer Vorteil war der Infrarotsuchkopf, der Ziele in einem Kegel von 30 bis 40° erfassen kann; dies sorgte für ein Zuverlässigkeitsrate von 95 %. Der Suchkopf kann auch mit einem Helmvisier auf Ziele gerichtet werden. Dazu bekam die Python einen leistungsstarken Feststoff-Raketenantrieb, der ihr Geschwindigkeiten von bis zu Mach 3,5 ermöglicht. Das Konkurrenzmodell AIM-9L Sidewinder ist der Python-3 in den Bereichen Geschwindigkeit, Reichweite und Kurvenflug unterlegen.
Die chinesische PL-8 ist eine Lizenzversion der Python-3. Die Lizenzverhandlungen wurden 1983 abgeschlossen; aber erst 1988/89 liefen bei Luoyang Electro-Optics Technology Development Centre (EOTDC) die ersten PL-8 vom Band. Bis Ende 1990 lieferte Rafael etwa 1000 bis 1200 Bausätze für die lokale Produktion. Die Rakete wird von der Luftwaffe sowie den Marinefliegern der Volksbefreiungsarmee an der Chengdu J-7, J-8B/D und Chengdu J-10 eingesetzt.

### Nachfolger
Der Nachfolger der Python-3 ist die Python-4, die ab 1990 mit IR-/UV-Sensorkopf in Dienst gestellt wurde. In den 2000ern folgte die Python-5 (ab 2004) mit IR-/bildgenerierendem-Sensorkopf und Rundumlicht sowie Zielaufschaltung durch Helmvisier nach dem Start der Rakete (englisch lock-on-after-launch). Auf Basis der Python-4 und -5 wurde das Flugabwehrsystem SPYDER entwickelt.

## Varianten

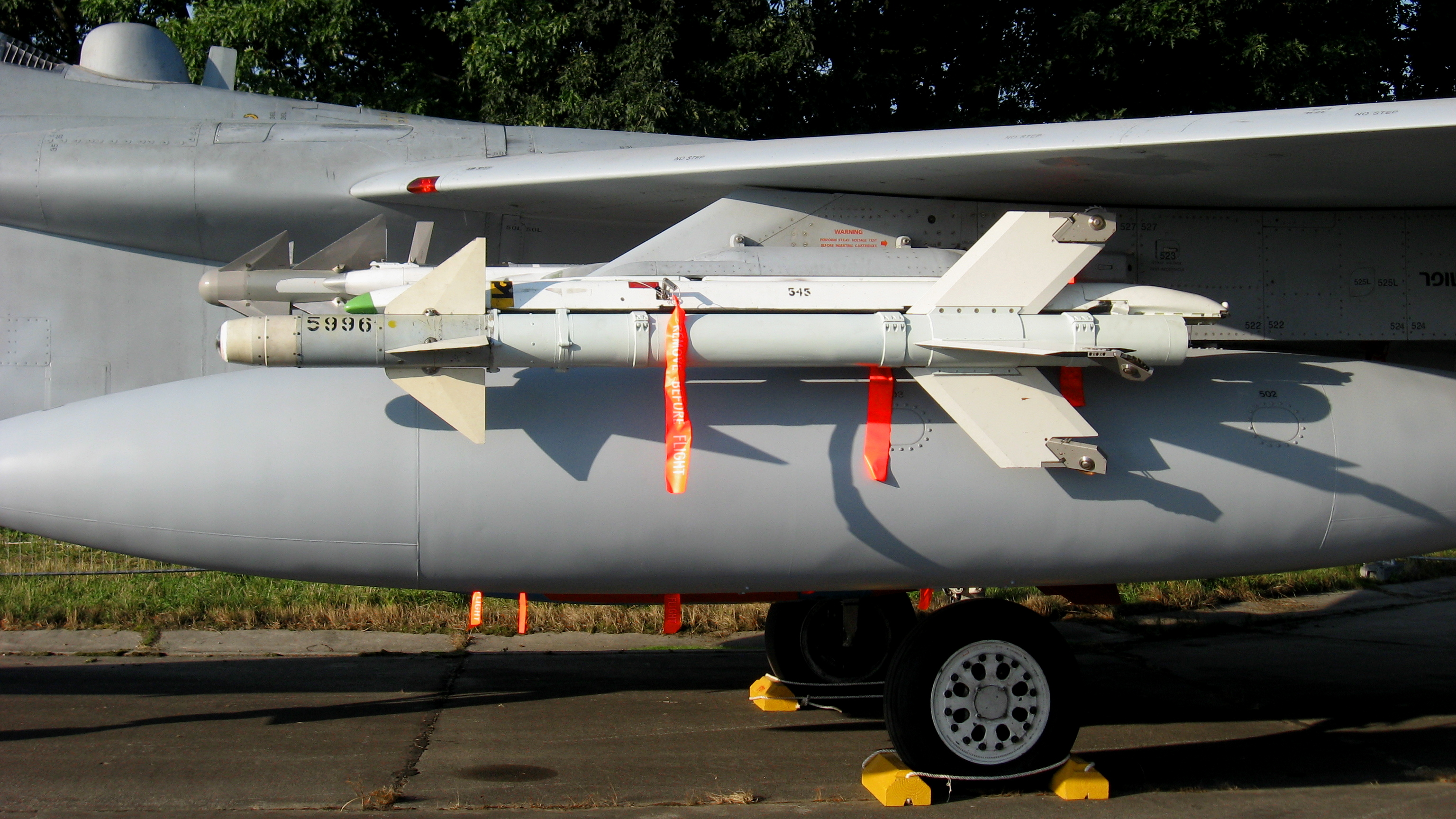
Rafael Python-3 an der Doppelstartschiene einer F-15 „BAZ“, an der hinten eine Python-4 sichtbar ist

- PL-8 – lizenzierte Endmontage der Python-3 in China

## Einsatzländer
Brasilien
400 Python-3 wurden ab 2001 für die F-5E/EM der Força Aérea Brasileira in Dienst gestellt.
 Chile
Ab 1992 wurden 120 Lenkwaffen an die Fuerza Aérea de Chile für die Dassault Mirage III und F-5E geliefert.
 Ecuador
Seit 1996 werden 60 Python-3 für Dassault Mirage F1, SEPECAT Jaguar und Kfir bei der Fuerza Aérea Ecuatoriana beschafft.
 Kolumbien
Kolumbien kaufte 75 Stück für Mirage 5 und Kfir im Jahr 2003.
 Südafrika
Die South African Air Force kaufte 50 Python-3 im Jahr 1987 für Mirage F1CZ sowie die Atlas Cheetah C/D und setzte sie unter der Bezeichnung V3S Snake während des Angolanischen Bürgerkrieges ein.
 Thailand
Die Royal Thai Air Force beschaffte 40 Stück für ihre F-5E, die im Jahr 1990 geliefert wurden.
 Venezuela
Venezuela kaufte 54 Python-4 für die F-16 Fighting Falcon.